# Syngnathus makaxi
Syngnathus makaxi és una espècie de peix de la família dels singnàtids i de l'ordre dels singnatiformes, present a Mèxic.
És un peix marí de clima tropical.
És ovovivípar i el mascle transporta els ous en una bossa ventral a sota de la cua.